# Porwany za młodu (film 1986)
Porwany za młodu (ang. Kidnapped) – australijski film animowany z 1986 roku wyprodukowany przez Burbank Films Australia. Animowana adaptacja powieści Roberta Louisa Stevensona o tej samej nazwie.

## Obsada (głosy)
- Tom Burlinson jako Alan Breck
- Matthew Fargher jako David Balfour

## Wersja polska
Wersja wydana w serii Najpiękniejsze baśnie i legendy na DVD z angielskim dubbingiem i polskim lektorem.
- Dystrybucja: Vision
- Tekst: Tomasz Omelan